# Coração do Brasil
Coração do Brasil é o décimo-oitavo álbum de estúdio da dupla brasileira de música sertaneja Chitãozinho & Xororó, lançado em 1994. Um dos destaques do álbum é a parceria com o cantor Billy Ray Cyrus na canção "Ela Não Vai Mais Chorar" (versão em português da canção She's Not Cryin' Anymore, do mesmo). O álbum vendeu cerca de 1 milhão de cópias, e foi certificado com disco de diamante.

## Faixas
| N.º | Título                                                                       | Compositor(es)                                                     | Duração |  |
| 1.  | "Quando Abraço a Solidão"                                                    | Joel Marques / Vicente Castillo                                    | 4:28    |  |
| 2.  | "Até Que Te Conheci (Hasta Que Te Conoci)"                                   | Juan Gabriel (versão: Xororó)                                      | 3:27    |  |
| 3.  | "Saudade Dela"                                                               | Fátima Leão / Netto                                                |         |  |
| 4.  | "Caminhoneiro (Gentle On My Mind)"                                           | Erasmo Carlos                                                      | 5:40    |  |
| 5.  | "Até Você Voltar"                                                            | Virginia Kheer / Carlos Cézar                                      | 3:34    |  |
| 6.  | "Meninos Passarinhos"                                                        | Paulo Debétio / Paulinho Rezende                                   | 4:16    |  |
| 7.  | "Colheita de Milho (Chiquinha)"                                              | Hamilton Carneiro / Andrade                                        | 3:37    |  |
| 8.  | "Perdões"                                                                    | Byafra                                                             | 5:09    |  |
| 9.  | "Sorriso Mudo"                                                               | Batalzar da Silva / Jardel                                         | 2:49    |  |
| 10. | "Eu Tenho Uma Amiga (Yo Tengo Una Amiga)"                                    | Rudy Pérez / Omar Sanchez (versão: Xororó)                         | 4:14    |  |
| 11. | "Separação"                                                                  | José Augusto / Paulo Sérgio Valle                                  | 4:04    |  |
| 12. | "Começou Tudo de Novo"                                                       | Martinha                                                           | 4:21    |  |
| 13. | "Pertinho Do Céu (El Cima Del Cielo)"                                        | Pablo Manavello / Ricardo Montaner (versão: Joel Marques / Xororó) | 4:18    |  |
| 14. | "Ela Não Vai Mais Chorar (She's Not Cryin' Anymore)" (part. Billy Ray Cyrus) | Billy Ray Cyrus / Buddy Cannon / Terry Shelton (versão: Xororó)    | 3:45    |  |